# Cornetto d'aspirazione

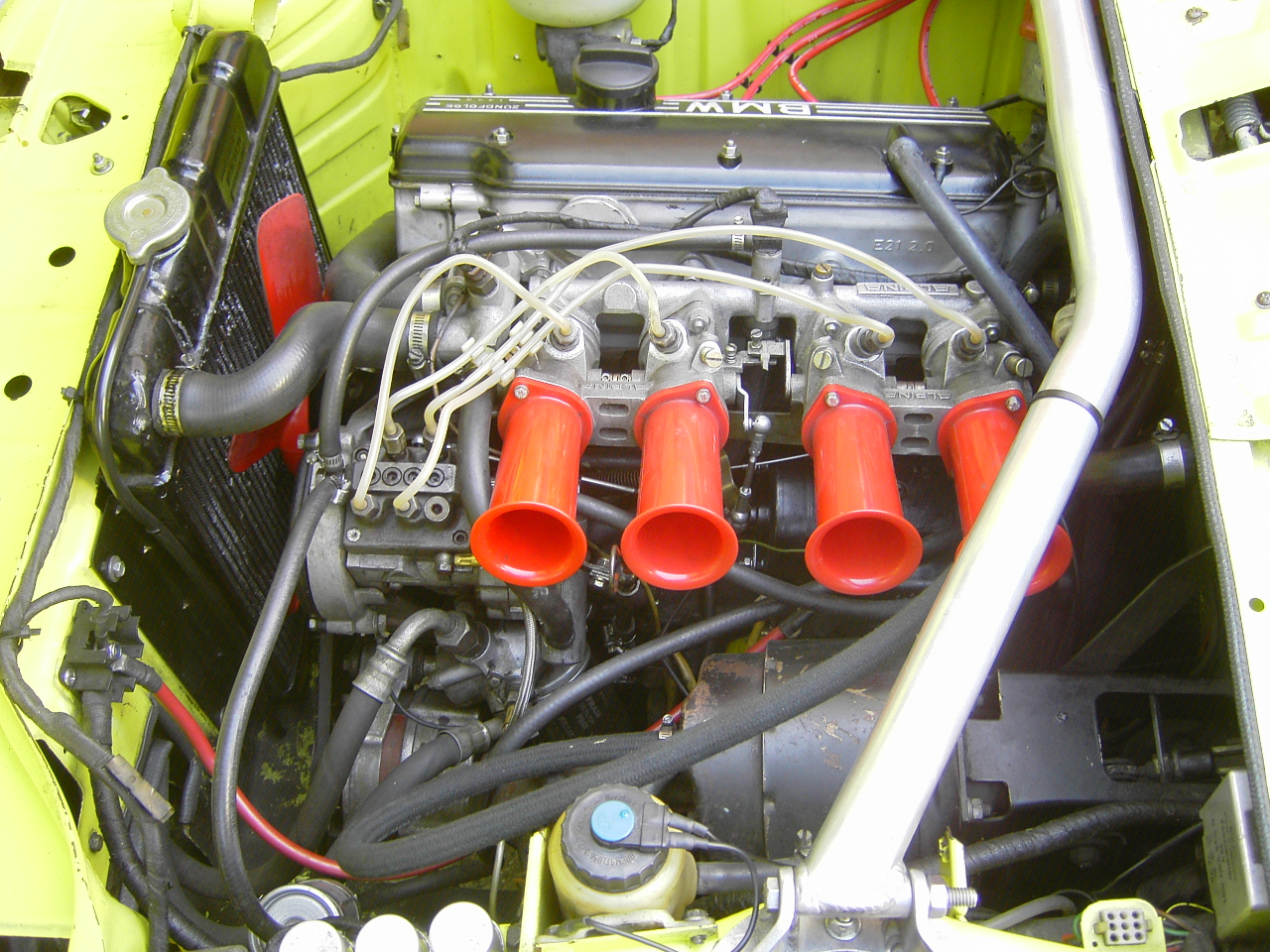
Motore con 4 cornetti d'aspirazione rossi

In Ingegneria meccanica, e in particolare in motoristica, il cornetto d'aspirazione, anche detto trombetta d'aspirazione o cornetto Venturi, è un dispositivo che serve per migliorare l'aspirazione dell'aria alle prime fasi dell'apertura dell'acceleratore.

## Descrizione
Questo componente si trova dentro la scatola dell'aria (ma può essere usato anche senza la scatola dell'aria) ed è connesso al collettore d'aspirazione o direttamente al carburatore o corpo farfallato, una variante del sistema prevede che la batteria di cornetti venturi prelevino l'aria da un condotto d'aspirazione a flauto, il quale riceve l'aria dalla scatola aria tramite un raccordo; la sua forma è simile a quella di una trombetta e può essere di diverse lunghezze o disponibile in diverse lunghezze per i motori a quattro tempi, per accordare il motore a diversi regimi di funzionamento.
Nel caso tali cornetti si trovino anche solo in parte in scatole d'aria o condotti d'aspirazione a flauto, risulta impossibile distinguerli da un normale collettore senza visionare internamente il sistema che li ingloba. 
Nei sistemi ad aspirazione con fasatura non variabile o adattiva, con trombette più lunghe si aumenta la resistenza d'aspirazione e migliora il riempimento ai bassi regimi per via di un fattore fisico detto risonanza, mentre cornetti più corti favoriscono i regimi più alti.

## Funzione
Per via della sua particolare forma, permette di ridurre le turbolenze dell'aria durante la fase d'aspirazione, migliorare l'aspirazione dell'aria da dentro la scatola aria o altro sistema o ad aria libera, facilitando l'aspirazione e ridurre il tempo di risposta del motore, in particolar modo quando si ha un'apertura energica del comando gas.

## Accorgimenti
- Rete di protezione utilizzato in particolare sui mezzi che non utilizzano filtri d'aria o non hanno neanche la scatola aria
- Lunghezza variabile possono aumentare o diminuire la loro lunghezza per compensare l'inadattabilità del sistema di distribuzione (non munito di sistemi di variazione della fasatura), generalmente sono cornetti costruiti in due pezzi, dove si ha una parte fissa e una che si allontana, la quale determina la lunghezza del cornetto, questa variazione comporta una modificazione delle pulsazioni in aspirazione e quindi una modificazione dell'effetto RAM[1]. Immaginiamo di avere un cornetto di aspirazione connesso ai corpi farfallati/carburatore e successivamente i condotti di aspirazione del motore. Sezioniamo il gruppo per la propria lunghezza. A questo punto, in fase di aspirazione avremo una massa d'aria che si sposta verso il cilindro con una data velocità; la quale è legata proporzionalmente all'area utile del condotto (maggiore area = minore velocità, e viceversa) per la legge di Bernoulli. Durante questa fase immaginiamo di chiudere la farfalla/ghigliottina.  Vedremo la massa d'aria che si comprime in prossimità della valvola, mentre un istante dopo la stessa massa si sposterà in direzione opposta fino ad arrivare alla fine del cornetto di aspirazione.  A questo punto, avendo lasciato una zona di depressione tra essa e la valvola, la massa vorrà ritornare verso la farfalla/ghigliottina. Da qui tutto il ciclo si ripeterà fino al momento della riapertura della valvola del carburatore/corpi farfallati. Tutto questo ciclo è detto effetto RAM, e, nella realtà, avviene alla velocità del suono (circa 343,8 m/s). La taratura dei cornetti (ossia, sostanzialmente, la distanza effettiva tra aria libera e valvola farfalla/ghigliottina) è determinante per ottenere il massimo dal regime di rotazione del motore interessato; il motore, a regime di rotazione voluto, si ha un tempo dato tra un'aspirazione e la successiva, che deve coincidere con il tempo di andata e ritorno della massa d'aria intrappolata tra la farfalla/ghigliottina e il “pelo libero” della fine del cornetto d'aspirazione.  Facendo coincidere i due tempi, nel momento in cui riapriremo l'acceleratore, la massa d'aria intrappolata tra “pelo libero” e farfalla/ghigliottina si starà muovendo verso il motore, ovviamente alla velocità del suono (come da ciclo RAM), il che darà al motore una forte “botta” d'aria fresca utile alla ripresa.